# Червара ди Рома
Червара ди Рома (итал. Cervara di Roma) је насеље у Италији у округу Рим, региону Лацио.
Према процени из 2011. у насељу је живело 202 становника. Насеље се налази на надморској висини од 1038 м.

## Становништво
Према резултатима пописа становништва 2011. у општини је живело 472 становника.
| 1936. | 1951. | 1961. | 1971. | 1981. | 1991. | 2001. | 2011. |
| ----- | ----- | ----- | ----- | ----- | ----- | ----- | ----- |
| 1.028 | 846   | 743   | 578   | 502   | 495   | 471   | 472   |

## Партнерски градови
- Општина Струга